# Swjatoslaw Nikolajewitsch Fjodorow

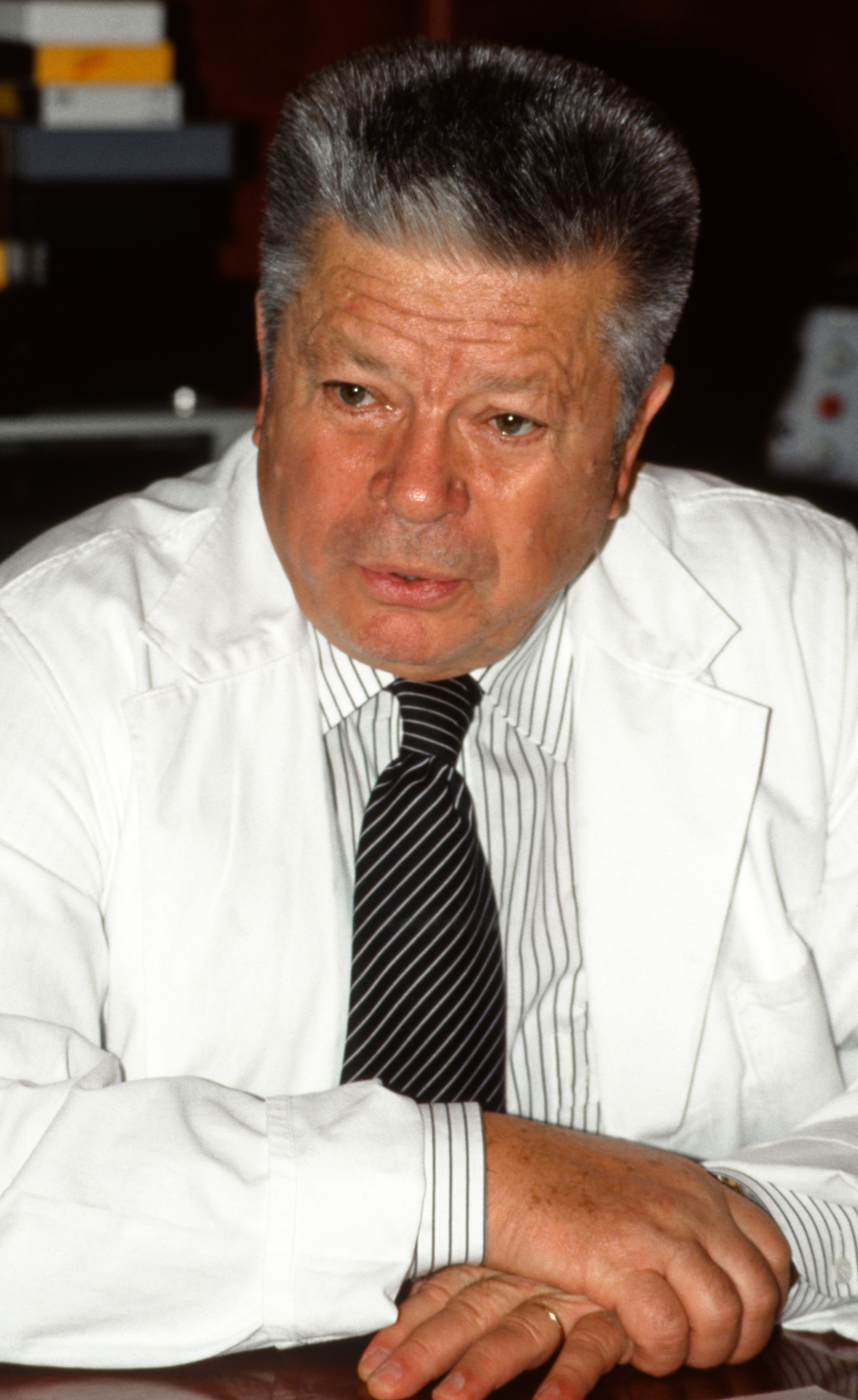
Fjodorow (1992)

Swjatoslaw Nikolajewitsch Fjodorow (russisch Святослав Николаевич Фёдоров; * 8. August 1927 in Proskurow; † 2. Juni 2000 in Moskau) war ein russischer Professor für Augenheilkunde, Politiker und Präsidentschaftskandidat. Er gilt als einer der Pioniere der refraktiven Chirurgie.

## Biografie
Swjatoslaw Fjodorow wurde als Sohn eines Divisions-Kommandeurs der Roten Armee geboren und plante nach seinem Schulabschluss 1943 gemäß militärischer Familientradition, Pilot bei den sich im Krieg befindenden sowjetischen Luftstreitkräften zu werden. Während seiner Ausbildung überlebte er eine Bruchlandung, nach der ihm allerdings ein Bein amputiert werden musste.
Zum Wechsel der Ausbildung gezwungen, wandte er sich der Ausbildung als Arzt zu und immatrikulierte sich am Medizinischen Institut von Rostow am Don. Nach seiner Approbation 1952 als Arzt leistet er seine Pflichtjahre als Dorfarzt in dem Dorf Weshenskaja bei Rostow am Don, später in Lyswa Bezirk Swerdlowsk ab. Wieder zurückgekehrt nach Rostow am Don absolvierte er am Medizinischen Institut von Rostow seine Ausbildung zum Augenarzt und arbeitete ab 1958 als medizinischer Leiter die Außenstelle Tscheboksary des staatlichen Helmholtz-Institutes. 1960 entwickelte er dort eine kristalline Kunststofflinse, die er auch selbst implantierte. Von 1961 bis 1967 leitete er am Medizinischen Institut von Archangelsk die Augenklinik, bis er zum Direktor des „Labors für die Einpflanzung von Kunstlinsen“ am 3. Moskauer Medizinischen Institut berufen wurde. 1966 gehörte er zu den Gründungsmitgliedern des „International Intraocular Implant Club“, der unter der Schirmherrschaft der Royal Society of Medicine während der Amtszeit von Sir Harold Ridley, dem Pionier der Intraocularlinsen-Einpflanzung ins Auge, gegründet wurde.
1969 begann er mit Versuchen, eine künstliche Hornhaut zu erforschen und zu produzieren. Dieses weniger erfolgreiche Projekt führte ihn jedoch auf das Gebiet der Hornhaut-Chirurgie und die Entwicklung der radialen Keratotomie, eine Technik an der wegen mangelnder Vorhersagbarkeit schon andere Augenchirurgen, zuletzt Tsutomu Sato. aus Japan in den 1930er Jahren, gescheitert waren. Seine Entwicklung relativ guter Normogramme über Anzahl, Tiefe und Länge der Schnitte in der Hornhaut, die gemacht werden mussten um die Brechkraft des Auge zu verändern, führten zu seiner internationalen Anerkennung und er folgte im weiteren vielen Einladungen auf internationale Kongresse, auf denen er mit seinen Vorträgen und Operationskursen immer für Attraktion sorgte. Seine von ihm geschaffene Möglichkeit mit der radialen Keratotomie Freiheit von Brille und Kontaktlinse zu erlangen, wurde besonders in den USA schnell zur Trend-Operation mit Tausenden von Eingriffen pro Jahr, während in Europa die aufkommende Excimer-Augenlaser-Therapie dieser Operation wegen der bekannt werdenden Tagesschwankungen der Brechkraft und Blendungseffekten bei Nacht schnell den Rang ablief. Nachdem der deutsche Augenarzt und Physiker Theo Seiler die radiale Keratotomie mit dem Excimer-Laser erforscht und 1987 publiziert hatte, wandte sich auch Fjodorow den Operationen mit dem Excimer-Laser zu.
Medienwirksam war das Auftauchen seines Hospitalschiffes „Peter I“ vor Gibraltar und Zypern 1994, als er dort zahlenden Gästen seine Augenoperationen anbot.
S. N. Fjodorow gilt als Wegbereiter der refraktiven Augenchirurgie zur Beseitigung der Fehlsichtigkeit, der damit innerhalb der Augenheilkunde eine völlig neuartige Spezialisierung auslöste. Im Jahr 2000 holte ihn ein Verhängnis seiner jugendlichen Ausbildung zum Piloten ein. S. N. Fjodorow kam beim Absturz des institutseigenen Hubschraubers nahe Tuschino am nordwestlichen Stadtrand Moskaus ums Leben. Noch im gleichen Jahr wurde das von Fjodorow bis zu seinem Tod geleitete Institut für Augenmikrochirurgie nach Regierungsbeschluss in das Swjatoslaw-Fjodorow-Zentrum für Augenmikrochirurgie umbenannt. Das Institut gehört bis heute zu den renommiertesten Forschungsinstituten für Augenheilkunde und spezialisiert sich heute nunmehr unter anderem auf laserunterstützte Operationsverfahren. In einem kleinen Museum vor Ort kann man die Biographie dieses Pioniers der refraktiven Augenoperation nachvollziehen.
Er war korrespondierendes Mitglied der Russischen Akademie der Wissenschaften.

### Privates / Anekdoten
S. N. Fjodorow verband unter anderem eine enge Freundschaft mit Fidel Castro, der ihn 1986 in Moskau besuchte, um sich die Fließband-Technik der Augenoperationen vorführen zu lassen. Im Gefolge dieser Begegnung kam es zu einem regen, von der Politik geförderten, Austausch von Augenärzten zwischen Havanna und Moskau.

### Politik
Mit der Perestroika von Michail Gorbatschow entwickelte S. N. Fjodorow expansives kommerzielles Unternehmertum, baute in elf russischen Städten Augenkliniken auf und beschäftigte schließlich an die 4000 Angestellte, die jährlich mehr als 300.000 verschiedenste Augenoperationen durchführten. Neben all diesem Engagement in der Augenheilkunde engagierte er sich zunehmend in der Politik, da er die Spaltung Russlands in superreiche Oligarchen und verarmte Arbeiter beobachtete. Von 1989 bis 1991 war er gewählter Delegierter des sowjetischen Volksdeputiertenkongress und wurde 1993 in die Duma gewählt. 1996 kandidierte er bei den Präsidentschaftswahlen als Gegenkandidat zu Boris Jelzin, konnte aber nur 0,9 % der Stimmen auf sich vereinigen.

## Auszeichnungen
- 1986 Lomonossow-Goldmedaille der Sowjetischen Akademie der Wissenschaften
- 1993 Namensgebung für den am 10. April 1983 entdeckten Asteroiden (4371) Fyodorov[10]